# ITILv3
ITIL, um acrônimo para Information Technology Infrastructure Library, é um conjunto de práticas detalhadas para gerenciamento de serviços de TI que se concentra no alinhamento de serviços de TI com as necessidades dos negócios.
O ITIL descreve processos, procedimentos, tarefas e listas de verificação que não são específicos da organização nem específicos da tecnologia, mas podem ser aplicados por uma organização para estabelecer a integração com a estratégia da organização, entregando valor e mantendo um nível mínimo de competência. Ele permite que a organização estabeleça uma linha de base a partir da qual possa planejar, implementar e medir. Ele é usado para demonstrar conformidade e medir a melhoria. Não existe uma avaliação independente de conformidade de terceiros disponível para conformidade com a ITIL em uma organização. A certificação na ITIL está disponível apenas para indivíduos.
Desde julho de 2013, a ITIL pertence à AXELOS. A AXELOS(em inglês) licencia organizações para usar a propriedade intelectual da ITIL, credencia os institutos licenciados de exames e gerencia as atualizações da estrutura. Organizações que desejam implementar o ITIL internamente não precisam dessa licença.

## Introdução
A versão 3 da biblioteca ITIL (Information Technology Infrastructure Library) foi lançada mundialmente em maio de 2007 como uma atualização completa da antiga versão 2 (ITILV2), publicada na década de 90 do século passado.

## Processos
O ITIL pode ser dividido em processos estratégico, tático e operacional. Possui exatos 26 processos, listados a seguir nominalmente e agrupados de acordo com o estágio ou fase do ciclo de vida de serviço (volumes) a que pertencem.

| Processo                                            | Publicação | Extensão |                                                                               | Fase do Ciclo de Vida de Serviço                    | Processo |
| --------------------------------------------------- | ---------- | -------- | ----------------------------------------------------------------------------- | --------------------------------------------------- | -------- |
| Avaliação de Serviço                                | ST         |          | Estratégias de Serviço Service Strategy (SS) (5 processos)                    | Gerenciamento de estratégia para serviços de TI     |          |
| Cumprimento de Requisição                           | SO         |          | Estratégias de Serviço Service Strategy (SS) (5 processos)                    | Gerenciamento Financeiro                            |          |
| Geração de Estratégia                               | SS         |          | Estratégias de Serviço Service Strategy (SS) (5 processos)                    | Gerenciamento de Portfólio de Serviço               |          |
| Gerenciamento da Capacidade                         | SD         | SO, CSI  | Estratégias de Serviço Service Strategy (SS) (5 processos)                    | Gerenciamento da Demanda                            |          |
| Gerenciamento de Relacionamento com o Negócio       | SS         |          | Estratégias de Serviço Service Strategy (SS) (5 processos)                    | Gerenciamento de Relacionamento com o Negócio       |          |
| Gerenciamento da Configuração e de Ativo de Serviço | ST         | SO       | Desenho de Serviço Service Design (SD) (8 processos)                          | Gerenciamento de Capacidade                         |          |
| Gerenciamento da Continuidade do Serviço de TI      | SD         | CSI      | Desenho de Serviço Service Design (SD) (8 processos)                          | Gerenciamento da Continuidade do Serviço de TI      |          |
| Gerenciamento da Demanda                            | SS         | SD       | Desenho de Serviço Service Design (SD) (8 processos)                          | Gerenciamento de Disponibilidade                    |          |
| Gerenciamento da Disponibilidade                    | SD         | CSI      | Desenho de Serviço Service Design (SD) (8 processos)                          | Gerenciamento de Fornecedor                         |          |
| Gerenciamento de Acesso                             | SO         |          | Desenho de Serviço Service Design (SD) (8 processos)                          | Gerenciamento de Segurança da Informação            |          |
| Gerenciamento de Evento                             | SO         |          | Desenho de Serviço Service Design (SD) (8 processos)                          | Gerenciamento do Catálogo de Serviço                |          |
| Gerenciamento de Fornecedor                         | SD         |          | Desenho de Serviço Service Design (SD) (8 processos)                          | Gerenciamento do Nível de Serviço                   |          |
| Validação e Testes do Serviço                       | ST         |          | Desenho de Serviço Service Design (SD) (8 processos)                          | Coordenação de Desenho                              |          |
| Gerenciamento de Incidente                          | SO         | CSI      | Transição de Serviço Service Transition (ST) (7 processos)                    | Avaliação de Mudança                                |          |
| Gerenciamento de liberação e Implantação            | ST         | SO       | Transição de Serviço Service Transition (ST) (7 processos)                    | Gerenciamento da Configuração e de Ativo de Serviço |          |
| Gerenciamento de Mudança                            | ST         |          | Transição de Serviço Service Transition (ST) (7 processos)                    | Gerenciamento de liberação e Implantação            |          |
| Gerenciamento de Portfólio de Serviço               | SS         | SD       | Transição de Serviço Service Transition (ST) (7 processos)                    | Gerenciamento de Mudança                            |          |
| Gerenciamento de Problema                           | SO         | CSI      | Transição de Serviço Service Transition (ST) (7 processos)                    | Gerenciamento do Conhecimento                       |          |
| Gerenciamento de Segurança da Informação            | SD         | SO       | Transição de Serviço Service Transition (ST) (7 processos)                    | Planejamento e Suporte da Transição                 |          |
| Gerenciamento do Catálogo de Serviço                | SD         | SS       | Transição de Serviço Service Transition (ST) (7 processos)                    | Validação e Testes do Serviço                       |          |
| Gerenciamento do Conhecimento                       | ST         | CSI      | Operação de Serviço Service Operation (SO) (5 processos)                      | Cumprimento de Requisições                          |          |
| Gerenciamento do Nível de Serviço                   | SD         | CSI      | Operação de Serviço Service Operation (SO) (5 processos)                      | Gerenciamento de Acesso                             |          |
| Gerenciamento Financeiro                            | SS         |          | Operação de Serviço Service Operation (SO) (5 processos)                      | Gerenciamento de Eventos                            |          |
| Coordenação de Desenho                              | SD         |          | Operação de Serviço Service Operation (SO) (5 processos)                      | Gerenciamento de Incidentes                         |          |
| Planejamento e Suporte da Transição                 | ST         |          | Operação de Serviço Service Operation (SO) (5 processos)                      | Gerenciamento de Problemas                          |          |
| Processo de Melhoria em 7 Etapas                    | CSI        |          | Melhoria Contínua de Serviço Continual Service Improvement (CSI) (1 processo) | Processo de Melhoria em 7 Etapas                    |          |

## Volumes do ITIL V3
O ITIL V3, publicado em maio de 2007, e atualizado em 2011, é composto de cinco volumes, fases do ciclo de vida de serviço, que são: Estratégia de Serviço - Service Strategy (SS), Desenho (ou Projeto) de Serviço - Service Design (SD), Transição de Serviço - Service Transition (ST), Operação de Serviço - Service Operation (SO), e Melhoria Contínua de Serviço - Continual Service Improvement (CSI). Segue detalhamento de cada uma dessas fases:

### Estratégia de serviço

#### Propósito
A estratégia de serviço de qualquer fornecedor de serviços deve ser fundamentada sobre o reconhecimento de que os seus clientes não compram produtos, eles compram a satisfação de suas necessidades específicas. Os serviços fornecidos devem ser percebidos pelo cliente de maneira que entregue valor suficiente na forma de resultados que o cliente deseja alcançar.
Alcançar uma profunda compreensão das necessidades do cliente, em termos de quais são as suas necessidades, e quando e o por que elas ocorrem, também requer uma compreensão clara de quem é um cliente real ou potencial de qual fornecedor de serviço. Exige que o fornecedor de serviços compreenda o contexto mais amplo dos atuais e potenciais nichos de mercado em que opera ou pretende operar.
A estratégia de serviço não pode ser criada ou existir isoladamente sendo voltada para dentro da cultura e estratégia organizacional a que o fornecedor de serviço pertence. O fornecedor de serviços pode existir em uma organização exclusivamente que preste serviço a uma unidade de negócios específica, para atender às várias unidades de negócios, ou pode funcionar como um fornecedor externo de serviços que atende aos vários negócios externos. A estratégia adotada deve fornecer valor suficiente para os clientes e todo as partes interessadas do fornecedor de serviços, o propósito da estratégia do fornecedor de serviços deve ser cumprido.
Independentemente do contexto em que o fornecedor de serviços opera, a sua estratégia de serviço também deve ser baseada em um claro reconhecimento da existência de concorrência, ter consciência de que cada lado tem escolhas, e uma visão de como o fornecedor de serviço irá se diferenciar da concorrência. Todos os fornecedores precisam de uma estratégia de serviço.
Assim, a publicação Estratégia de Serviço se situa no cerne do ciclo de vida da ITIL V3. Estabelece orientações a todos os fornecedores de serviços de TI e seus clientes, para ajudá-los a operarem e prosperarem a longo prazo através da construção de uma estratégia de serviço clara, ou seja, uma compreensão precisa de:
- Quais serviços devem ser oferecidos;
- A quem os serviços devem ser oferecidos;
- Como os seus serviços para os nichos de mercado interno e externo devem ser desenvolvidos;
- A concorrência existente e a potencial nesses nichos, e os objetivos que vão diferenciar o valor do que você faz ou de como você faz;
- Como os clientes e as partes interessadas irão perceber e medir esse valor e como esse valor será criado;
- Como os clientes tomarão decisões de terceirização de serviços com relação ao uso de diferentes tipos de fornecedores de serviços;
- Como a visibilidade e o controle sobre a criação de valor será alcançado através do gerenciamento financeiro;
- Quão robustos serão os casos de negócio que serão criados para garantir o investimento estratégico nas capacidades dos ativos de serviços e do gerenciamento de serviço;
- Como a alocação dos recursos disponíveis serão ajustados para ter o melhor efeito sobre todo o portfólio de serviços;
- Como o desempenho do serviço será medido.

A migração de uma situação em que não há nenhum processo de gerenciamento de serviços de TI para a implantação completa das práticas da ITIL não aumenta o custo total de propriedade da organização.
Como ponto de origem do ciclo de vida de serviço ITIL, o volume sobre estratégia de serviço é um guia sobre como tornar mais claro e priorizar investimentos sobre provimento de serviços.
A estratégia adotada deve fornecer valor suficiente para que os clientes e todas as partes interessadas do fornecedor de serviço cumpram o propósito estratégico do fornecedor de serviço.

#### Conceitos
A Estratégia de Serviço define alguns conceitos.

##### Os quatro Ps da Estratégia
- perspectiva: a visão e direção diferenciada;
- posição: a base em que o fornecedor irá competir;
- plano: como o fornecedor irá alcançar a sua visão;
- padrão: a base de como fazer as coisas - padrões diferenciados em decisões e ações ao longo do tempo.[6]

##### Competição e participação no mercado
- Cada fornecedor de serviços está sujeito a forças competitivas;
- Todos os fornecedores de serviços e clientes operam em um ou mais nichos de mercado, interno ou externo. O fornecedor de serviços deve se esforçar para compreender a dinâmica do nicho de mercado melhor do que seus concorrentes, seus clientes dentro desse nicho e uma combinação de fatores críticos de sucesso que são exclusivos para esse nicho de mercado.[7]

##### Definição do valor do serviço
Definido em termos de resultado de negócios percebidos pelo cliente e descrito pela combinação de dois componentes:
- Utilidade do Serviço: o que o cliente recebe em termos de resultados suportados e/ou restrições removidas;
- Garantia do Serviço: a forma como o serviço é prestado e seus benefícios, em termos de disponibilidade, capacidade, continuidade e segurança.

Valor do Serviço também inclui os conceitos associados a serviços como Ativos, Redes de Valor, Criação de Captura de Valor.

##### Tipos de Provedores de Serviço
- Tipo I: existe dentro de uma organização exclusivamente para entregar um serviço a uma unidade de negócios específica;
- Tipo II: serve a várias unidades de negócios na mesma organização;
- Tipo III: funciona como um fornecedor de serviço externo servindo múltiplos clientes externos.[9]

##### Gerenciamento de Portfólio de Serviços como um ativo estratégico
Transformar as capacidades de gerenciamento de serviços em ativos estratégicos, usando o Gerenciamento de Serviço para fornecer uma base de desempenho significativo, de vantagem durável e aumentar o potencial de seu fornecedor de serviço:
- capacidades: a habilidade do fornecedor (em termos de gerenciamento, organização, processos, conhecimento e pessoas) para coordenar, controlar e implantar recursos;
- recursos: as entradas diretas para a produção de serviços, por exemplo, financeira, de capital, infraestrutura, aplicações, informações e pessoas.

Recomenda−se que as organizações adaptem as práticas da ITIL, conforme seu contexto, e defendam suas próprias melhores práticas no âmbito da estrutura global de gerenciamento de serviço.

##### Fatores críticos de sucesso (FCS)
Identificação, medição e revisão periódica dos FCS para determinar os ativos de serviço necessários para o sucesso da implementação da estratégia de serviço desejada.

##### Contabilidade orientada a serviço
Usa gerenciamento financeiro para entender serviços em termos de consumo e de provisionamento, e alcançar a tradução entre os sistemas financeiros corporativos e o gerenciamento de serviços.

##### Modelos de fornecimento de serviços
Categoriza e analisa os diversos modelos que podem ser selecionados pelos clientes e utilizados por fornecedores de serviços para criar e entregar serviços, analisa também os impactos do gerenciamento financeiro:
- Serviço Gerenciado: onde uma unidade de negócio que requere um serviço financia integralmente o fornecimento desse serviço para si mesma;
- Serviços Compartilhados: o provisionamento de vários serviços a uma ou mais unidades de negócio através da infraestrutura e dos recursos compartilhados;
- Utilidade: os serviços são prestados com base no quanto cada cliente requer o serviço, com que frequência e em que momentos o cliente precisa deles.[13]

##### Desenvolvimento e projeto organizacional
Alcançar uma forma e estrutura definida para que o fornecedor de serviço da organização possibilite a estratégia de serviço. Incluem as seguintes considerações:
- Etapas do Desenvolvimento Organizacional: entrega de serviços através do relacionamento interpessoal, direção, delegação, coordenação ou colaboração, dependendo do estágio evolutivo da organização;
- Estratégia de Terceirização: fazendo a tomada de decisões sobre a terceirização de serviços em termos de serviços internos, serviços compartilhados, a terceirização completa do serviço, consórcio primordial ou terceirização seletiva;
- Análise de Serviço: usando a tecnologia para ajudar a compreender melhor o desempenho de um serviço por meio de análise;
- Interfaces de Serviço: os mecanismos pelos quais os usuários e outros processos interagem com cada serviço;
- Gerenciamento de Riscos: mapeando e gerenciando o portfólio de riscos subjacente a um portfólio de serviços.[14]

#### Processos
Além da Criação Estratégia, a fase Estratégia de Serviço também inclui os seguintes processos.

##### Gerenciamento financeiro de serviços de TI
Abrange a função e os processos responsáveis pela administração do orçamento do fornecedor de serviços de TI, contabilidade e cobrança são exigidos. Fornece a quantificação dos negócios e TI, em termos financeiros, do valor dos serviços de TI, do valor dos ativos referentes ao provisionamento desses serviços, bem como da qualificação do prognóstico operacional.
As responsabilidades e atividades do Gerenciamento Financeiro da TI não residem, unicamente, no domínio das finanças e contabilidade. Muitas partes da organização interagem para gerar e utilizar informações financeiras da área de TI; agregando, compartilhando e mantendo os dados financeiros de que necessitam, permitindo a disseminação de informações para apoiar decisões e atividades críticas.

##### Gerenciamento de Portfólio (ou carteira) de Serviços (GPS)
Envolve o gerenciamento pró-ativo do investimento em todo o ciclo de vida do serviço, incluindo os serviços na forma de conceito, desenho e transição, bem como os serviços definidos ativos e inativos.
É um processo contínuo que inclui o seguinte:
- Definição: serviços de inventário, assegurar casos de negócios e validar os dados do portfólio;
- Análise: maximizar o valor do portfólio, alinhar, priorizar e equilibrar a oferta e a demanda;
- Aprovação: finalizar portfólio proposto, autorizar serviços e recursos;
- Oficialização: comunicar decisões, alocar recursos e contratar serviços.

##### Gerenciamento de demanda
O gerenciamento de demanda é um aspecto crítico do gerenciamento de serviços. Se for mal feito é uma fonte de risco para os prestadores de serviços por causa da incerteza na demanda. O excesso de capacidade gera custos, sem a criação de valor que fornece uma base para a recuperação dos custos.
O propósito é entender e influenciar a demanda dos clientes por serviços e aprovisionar a capacidade para atender a essas demandas. No nível estratégico isso pode envolver a análise dos padrões de atividade de negócio e perfis de usuários. No nível tático isso envolve a utilização de cobrança diferenciada para incentivar os clientes a utilizarem os serviços de TI em horários de menor movimento.
Um Pacote de Nível de Serviço (PNS) define o nível de utilidade e garantia de um Pacote de Serviços e é projetado para atender às necessidades de um padrão de atividade de negócio.

#### Principais Papéis e Responsabilidades
A Estratégia de Serviço define algumas funções e responsabilidades específicas relacionadas com a execução de uma estratégia de serviço bem-sucedida, incluindo:
- Gerente de Relacionamento de Negócio (GRN): O GRN estabelece um forte relacionamento comercial com o cliente através da compreensão do negócio do cliente e seus resultados. O GRN trabalha em estreita colaboração com os Gerentes de Produto para negociar a capacidade produtiva a favor dos clientes;
- Gerente de Produto (GP): O GP assume a responsabilidade pelo desenvolvimento e gerenciamento de serviços em todo o ciclo de vida, e têm responsabilidades para com a capacidade produtiva, o direcionamento de serviço e os serviços, as soluções e os pacotes que são apresentados nos catálogos de serviços;
- Chefe de Terceirização (CSO do inglês Chief Sourcing Officer): O CSO é o responsável pela estratégia de terceirização dentro da organização, responde pela liderança e direção do escritório de terceirização e pelo desenvolvimento da estratégia de terceirização em estreita cooperação com o CIO (do inglês Chief Information Officer).

### Desenho de serviço

#### Propósito
Engloba todos os elementos relevantes à entrega de serviços de tecnologia, ao invés de focar somente no projeto da tecnologia propriamente dita. Assim, desenho de serviço aponta como uma solução planejada de serviço que interage com o negócio e ambiente técnico.
 É uma etapa dentro do ciclo de vida do serviço e um importante elemento dentro do processo de mudança de negócio. A função do Desenho de Serviço dentro do processo de mudança do negócio pode ser definido como:

O projeto adequado dos serviços de TI inovadores, incluindo suas arquiteturas, processos, políticas e documentação, para atender aos atuais e futuros requisitos de negócios acordados.
 As principais metas e objetivos do Desenho de Serviço são:
- Desenho de serviços para atender aos resultados de negócios acordados;
- Desenho de processos para atender ao ciclo de vida do serviço;
- Identificar e gerenciar riscos;
- Desenho seguro e infraestruturas de TI resilientes, ambientes, aplicações e dados/informações, recursos e capacidade;
- Desenho de medição, métodos e métricas;
- Produzir e manter planos, processos, políticas, padrões, arquiteturas, métodos de desenvolvimento e documentos para apoiar o desenho da qualidade das soluções de TI;
- Desenvolver habilidades e capacidade dentro da área de TI;
- Contribuir para a melhoria da qualidade dos serviços de TI.

#### Princípios
Começa com um conjunto de requisitos de negócios, e termina com o desenvolvimento de uma solução de serviço projetada para atender os requisitos de negócios e os resultados documentados e fornecer um PDS para ser entregue a fase de Transição de Serviço.
Há 5 aspectos individuais do Desenho de Serviço:
- Serviços novos ou alterados -  o  Inclui os requisitos das novas funcionalidades ou mudanças do serviço.
- Sistemas e ferramentas de gerenciamento de serviços, especialmente o portfólio de serviços - o  Contém detalhes de todos os serviços e seus status.
- Arquiteturas de tecnologia e sistemas de gerenciamento - O desenho de processos necessários para transição, operação e melhoria continuada. Cada processo precisa ter um proprietário que é responsável pelo processo, pelo seu aperfeiçoamento e pela garantia que ele atenda seus objetivos.
- Processos, funções e capacidades - Desenho de processos necessários para transição,operação e melhoria continuada.
- Métodos de medição e métricas - Se  não pode ser medido, não pode ser gerenciado. Portanto, métricas precisam ser estabelecidas para todos os processos tais Métricas devem verificar se o serviço está apto para o propósito e se tem nível de qualidade.

Uma abordagem holística deve ser adotada no Desenho de Serviço para garantir a consistência e integração de todas as atividades e processos de TI, fornecendo qualidade e funcionalidade fim a fim relacionada ao negócio. Um bom desenho de serviço depende do uso eficaz e eficiente dos Quatro Ps do Desenho:
- Pessoas: as pessoas, habilidades e competências envolvidas na prestação de serviços de TI;
- Produtos: a tecnologia e os sistemas de gerenciamento utilizados na entrega de serviços de TI;
- Processos: os processos, funções e atividades envolvidas na prestação de serviços de TI;
- Parceiros: os vendedores, fabricantes e fornecedores utilizados para assistir e apoiar a prestação de serviços de TI.

##### Pacote de Desenho de Serviços (PDS)
Define todos os aspectos de um serviço de TI e seus requisitos através de cada fase de seu ciclo de vida. Um PDS é produzido a cada novo serviço de TI, mudança significativa, ou quando um serviço de TI é desativado. O Pacote de Desenho de Serviço (PDS) contém a informação que é passada para a transição de serviço para permitir a implementação de um novo serviço.

#### Processos

##### Gerenciamento de catálogo de serviço (GCS)
O Catálogo de Serviço fornece uma fonte central de informações sobre os serviços TI prestados à empresa pela organização fornecedora de serviços, garantindo que as áreas de negócio consigam visualizar uma imagem precisa e consistente dos serviços de TI disponíveis, seus detalhes e status.
O objetivo do Gerenciamento de Catálogo de Serviços é fornecer uma única fonte consistente de informações sobre todos os serviços acordados, e garantir que esses serviços estão amplamente disponíveis para aqueles que têm permissão para acessá-los.
A principal informação contida no processo de Gerenciamento de Catálogo de Serviços é o próprio Catálogo de Serviços. A entrada principal para esta informação vem do Portfólio de Serviço e através ou do Gerenciamento do Relacionamento com o Negócio ou do processo de Gerenciamento de Nível de Serviço.

##### Gerenciamento do nível de serviço (GNS)
GNS negocia, concorda e documenta metas adequadas de serviços de TI com o negócio, em seguida, monitora e produz relatórios sobre a entrega do nível de serviço acordado.
A finalidade do processo de GNS é assegurar que todos os serviços operacionais e seu desempenho sejam medidos de uma forma consistente, de maneira profissional por toda a organização de TI, e que os serviços e os relatórios produzidos atendam às necessidades do negócio e dos clientes.
A principal informação fornecida pelo processo de GNS inclui o Acordo de Nível de Serviço (ANS ou SLA, do inglês Service Level Agreement), Acordos de Nível Operacional (ANO ou OLA, do inglês Operational Level Agreement) e outros acordos de suporte, e a produção de um Plano de Melhoria de Serviço (PMS) e de um Plano de Qualidade de Serviço.

##### Gerenciamento de capacidade
Inclui negócios, serviço e acompanha todo o ciclo de vida do serviço. Um fator chave para o sucesso do gerenciamento de capacidade é garantir que ele será considerado na fase de desenho.
Tem como objetivo fornecer um ponto de foco e gerenciamento para toda a capacidade e desempenho relacionado a problemas, relacionando-se tanto com os serviços como os recursos, e fazer com que a capacidade de TI corresponda às demandas de negócio acordadas.
O Sistema de Informação do Gerenciamento de Capacidade (SIGC) é a base de um processo de Gerenciamento de Capacidade bem-sucedido. Informações contidas no SIGC são armazenadas e analisadas por todos os subprocessos do Gerenciamento de Capacidade para fornecer relatórios técnicos e de gerenciamento, incluindo o Plano de Capacidade.

##### Gerenciamento de disponibilidade
Tem como objetivos avaliar o impacto de todas as mudanças no planejamento de disponibilidade, como também, assegurar que medidas proativas para melhorar a disponibilidade do negócio sejam implementadas sempre que o custo se justifique. Fornece um ponto de foco e de gerenciamento para todas as questões relacionadas com a disponibilidade, em matéria de serviços, componentes e recursos, garantindo que as metas de disponibilidade em todas as áreas são medidas e alcançadas, e que elas igualam ou superam as necessidades atuais e futuras do negócio de forma eficaz em termos de custos.
Gerenciamento de disponibilidade é o processo que visa aperfeiçoar a capacidade da infraestrutura de TI, serviços e suporte para prover, a custo efetivo, um nível de disponibilidade que permita ao negócio atender a seus objetivos.
Esse processo é responsável por definir, analisar, planejar, medir e melhorar todos os aspectos da disponibilidade dos serviços de TI.
O Gerenciamento de Disponibilidade deve ocorrer em dois níveis inter-relacionados para otimizar continuamente e melhorar a disponibilidade dos serviços TI de forma proativa e sua organização de apoio. Há dois aspectos principais:
- Atividades reativas: monitoramento, medição, análise e gerenciamento de eventos, incidentes e problemas envolvendo a indisponibilidade do serviço;
- Atividades proativas: planejamento proativo, desenho, recomendação e melhoria da disponibilidade.

As atividades de Gerenciamento de Disponibilidade devem considerar a disponibilidade, confiabilidade, manutenibilidade e facilidade de manutenção, tanto dos serviços como dos componentes, particularmente aqueles que apoiam Funções Vitais de Negócios (FVNs).
O processo de Gerenciamento de Disponibilidade deve ser baseado em torno de um Sistema de Informação do Gerenciamento de Disponibilidade (SIGD) que contém todas as medições e as informações necessárias para fornecer as informações adequadas para o negócio ao nível de serviço. O SIGD também auxilia na produção do Plano de Disponibilidade.

##### Gerenciamento de continuidade de serviços de TI (GCSTI)
Como a tecnologia é um componente central da maioria dos processos de negócio, continuidade ou alta disponibilidade de TI é crucial para a sobrevivência do negócio como um todo. Isso é conseguido através da introdução de medidas de redução de risco e opções de recuperação. A manutenção contínua da capacidade de recuperação é essencial para se manter eficaz.
O objectivo do GCSTI é manter de maneira adequada a capacidade de recuperação de serviços de TI para atender às necessidades acordadas, requisitos e prazos do negócio.
GCSTI inclui uma série de atividades durante todo o ciclo de vida para assegurar que, uma vez que os planos de continuidade e recuperação de serviços tenham sido desenvolvidos, eles estarão alinhados com os Planos de Continuidade do Negócio e prioridades de negócio.
A manutenção de uma estratégia adequada de política e planos GCSTI alinhados com os planos de negócios é a chave para o sucesso de um processo de GCSTI. Isso pode ser conseguido através da realização regular de Análise de Impacto nos Negócios e exercícios de Gerenciamento de Risco.
O plano de continuidade de negócio define as etapas necessárias para recuperar os processos de negócio logo após um desastre, identificando os fatores que causaram o desastre e a forma de comunicação com as pessoas envolvidas no processo de recuperação dos serviços.

##### Gerenciamento de segurança da informação (GSI)
O GSI precisa ser considerado dentro da metodologia de governança corporativa como um todo. A governança corporativa é o conjunto de responsabilidades e práticas exercidas pelo conselho de administração e pela gestão executiva com o objetivo de fornecer direcionamento estratégico, assegurando que os objetivos sejam alcançados, verificando se os riscos estão sendo gerenciados de forma adequada, verificando se os recursos da empresa estão sendo utilizados de maneira eficaz.
  O objetivo do processo de GSI é alinhar a segurança de TI com segurança do negócio e garantir que a segurança da informação seja gerenciada de forma eficaz em todos os serviços e Atividades de Gerenciamento de Serviços, tais como:
- As informações estão disponíveis e utilizáveis quando necessário (disponibilidade);
- As informações são vistas ou divulgadas somente para aqueles que têm a permissão de saber (confidencialidade);
- As informações estão completas, precisas e protegidas contra modificações não autorizadas (integridade);
- Transações de negócio, bem como a troca de informações, podem ser confiáveis (autenticidade e não-repúdio).

   O GSI deve manter e aplicar uma política global, em conjunto com uma série de controles de apoio integrados a um Sistema de Gestão da Segurança da Informação (SGSI), alinhado com as políticas e estratégias de segurança do negócio.

##### Gerenciamento de fornecedores
O processo de Gerenciamento de Fornecedores garante que os fornecedores e os serviços que eles fornecem são gerenciados para apoiar as metas dos serviços de TI e as expectativas de negócios.
O objetivo do processo de Gerenciamento de Fornecedores é obter valor para o dinheiro que vem dos fornecedores e assegurar que os fornecedores alcancem as metas contidas em seus contratos e acordos, enquanto entram em conformidade com todos os termos e condições.
 O Banco de Dados de Contrato e Fornecedor (BDCF) é uma fonte vital de informações sobre fornecedores e contratos e deve conter todas as informações necessárias para o gerenciamento de fornecedores, contratos e seus serviços associados.

#### Principais Atividades da Fase Desenho de Serviço
- Levantamento de requisitos de negócios, análise e engenharia para garantir que eles estão claramente documentados;
- Desenho e desenvolvimento de soluções de serviço adequadas, tecnologias, processos, informações e medições;
- Produção e revisão de todos os processos e documentos envolvidos no Desenho de Serviço;
- Fazer a conexão com todas as outras atividades e funções de planejamento e desenho;
- Produção e manutenção dos documentos de políticas e desenho;
- Fazer o gerenciamento de risco de todos os serviços e processos de desenho;
- Alinhamento com todas as estratégias e políticas corporativas e de TI.[16]

#### Principais Papéis e Responsabilidades
As principais funções envolvidas com os processos e atividades de Desenho de Serviço são:
- Gerente de Desenho de Serviço: responsável pela coordenação de toda a implantação do desenho de qualidade de solução para serviços e processos;
- Desenhista/Arquiteto de TI: responsável pela coordenação de todo o desenho das tecnologias necessárias, arquiteturas, estratégias, desenhos e planos;
- Gerente do Catálogo de Serviços: responsável pela produção e manutenção de um Catálogo de Serviços preciso;
- Gerente do Nível de Serviço: responsável por garantir que a qualidade do nível de serviço seja acordada e cumprida;
- Gerente de Disponibilidade: responsável por garantir que todos os serviços cumpram suas metas de disponibilidades acordadas;
- Gerente de Continuidade do Serviço de TI: responsável por garantir que todos os serviços possam ser recuperados em conformidade com as necessidades de negócios acordadas, requisitos e prazos;
- Gerente de Capacidade: responsável por garantir que a capacidade de TI correspondente à demanda atualmente contratada e à futura demanda de negócios;
- Gerente de Segurança: responsável por garantir que a segurança de TI esteja alinhada com os riscos da política de segurança contratada;
- Gerente de Fornecedores: responsável por garantir que o valor para o dinheiro que vem dos fornecedores seja obtido a partir de todos os fornecedores e contratos, e que os referidos contratos e acordos estejam alinhados com as necessidades do negócio.

### Transição de Serviço

#### Propósito
O papel da Transição de Serviço é oferecer serviços que são necessários ao negócio para uso operacional. A fase de Transição de Serviço entrega isso recebendo o Pacote de Desenho de Serviços vindo da fase de Desenho de Serviço e entregando para a fase Operacional todos os elementos necessários exigidos para operação e apoio a esse serviço. Se as circunstâncias, os pressupostos ou requisitos do negócio mudarem desde o desenho, em seguida, modificações podem muito bem serem necessárias durante a fase de Transição de Serviço, a fim de entregar o serviço requerido.
Transição de Serviço concentra-se na implementação de todos os aspectos do serviço, e não apenas na aplicação e como ele é usado em circunstâncias "normais". É necessário assegurar que o serviço possa operar em circunstâncias extremas ou anormais previsíveis, e que o suporte às falhas ou erros esteja disponível. Isso requer suficiente compreensão de:
- Potenciais valores de negócio e a quem eles são entregues para serem julgados;
- Identificação de todas as partes interessadas inclusive fornecedor, cliente e outras áreas;
- Aplicação e adaptação do desenho de serviço, incluindo modificações do desenho, onde a necessidade é detectada durante a transição.

#### Princípios
A Transição de Serviço é apoiada por princípios que facilitam o uso efetivo e eficiente de serviços novos/alterados. Os princípios incluem:
- Entender todos os serviços, a sua utilidade e garantias para a transição de serviço de forma eficaz, é essencial conhecer sua natureza e objetivo em termos de resultados e/ou restrições de negócios removidas (utilidades) e garantir que as utilidades serão entregues (garantias);
- Estabelecer uma política formal e uma metodologia comum para a implementação de todas as mudanças requeridas, consistência e abrangência garantem que nenhum serviço, partes interessadas, oportunidades, etc sejam deixadas de fora e assim causem falhas de serviço;
- Apoiar a transferência de conhecimentos, apoiar a tomada de decisão e reutilização de processos, sistemas e outros elementos, a Transição de Serviço de forma eficaz é entregue pelo envolvimento todas as partes relevantes, garantindo que um conhecimento adequado esteja disponível e garantir que o trabalho feito seja reutilizável circunstâncias semelhantes no futuro;
- Antecipar e gerenciar correções de rumo, ser pró-ativo e determinar os prováveis requisitos de correção de rumo e quando os elementos de um serviço precisarem ser ajustados, isso será realizado de forma lógica e totalmente documentada;
- Garantir o envolvimento da Transição de Serviço e seus requisitos ao longo do ciclo de vida do serviço.

#### Processos
Dentro do conjunto de processos de Transição de Serviço, alguns dos processos mais importantes para a Transição de Serviço são processos que envolvem todo o ciclo de vida e têm impacto na entrada e no monitoramento e considerável controle através de todas as fases do ciclo de vida.
Os processos que envolvem todo o ciclo de vida são:
- Gerenciamento de Mudança;
- Gerenciamento de Configurações e Ativos de Serviço;
- Gerenciamento do Conhecimento.

Processos focados em Transição de Serviço, mas não exclusivos a essa fase, são:
- Planejamento de Transição e Suporte;
- Gerenciamento de Liberação e Implantação;
- Validação de Serviço e Teste;
- Avaliação de Serviço.

##### Gerenciamento de mudança
Garante que as mudanças são registradas, avaliadas, autorizadas, priorizadas, planejadas, testadas, implementadas, documentadas e revisadas de uma maneira controlada.
O objetivo é garantir que métodos padronizados são utilizados para o tratamento rápido e eficiente de todas as mudanças, que todas as mudanças são registradas no Sistema de Gerenciamento de Configuração e que o risco global de negócios é otimizado.

O processo aborda toda a mudança de serviço.
Uma Mudança de Serviço é a adição, modificação ou remoção autorizada de um serviço, serviço planejado ou suportado ou componente de serviço e sua respectiva documentação.
Portanto o gerenciamento de mudança é relevante em todo o ciclo de vida, aplicado em todos os níveis de gerenciamento de serviços - estratégico, tático e operacional.
Proporciona, para o negócio, redução dos erros em novos serviços e alterações mais rápidas nos serviços, maior precisão na implementação de mudanças. Permite que fundos e recursos limitados sejam concentrados sobre as mudanças que trazem maior benefício para o negócio.

##### Gerenciamento de Configurações e Ativos de Serviço (GCAS)
O GCAS apoia o negócio, fornecendo informações precisas e controle através de todos os ativos relacionados que compõem a infraestrutura de uma organização.
O objetivo do GCAS é identificar, controlar e avaliar os ativos de serviços e itens de configuração (IC), protegendo e garantindo a sua integridade em todo o ciclo de vida do serviço.
O escopo do GCAS se estende aos ativos que não são de TI e aos fornecedores de serviços internos e externos, onde os ativos compartilhados precisam ser controlados.

Para gerenciar grandes e complexos serviços de TI e infraestruturas, o GCAS requer a utilização de um sistema de suporte conhecido como Sistema de Gerenciamento de Configuração (SGC).
Por meio do gerenciamento de configuração,  possível incluir mudanças que são realizadas mesmo sem autorização do gerenciamento de mudanças.
Um IC pode incluir:
- Um módulo de software ou todo o software;
- Um componente de hardware ou todo o hardware;
- A documentação;
- O pessoal de suporte.

##### Gerenciamento do Conhecimento
O objetivo do Gerenciamento do Conhecimento é garantir que a pessoa certa tenha o conhecimento certo, na hora certa para entregar e apoiar os serviços requeridos pelo negócio. Isso proporciona:
- Serviços mais eficientes e com melhor qualidade;
- Entendimento claro e notório do valor fornecido pelos serviços;
- Informações relevantes sempre disponíveis.

O núcleo do Gerenciamento do Conhecimento é a estrutura de Dados-Informação-Conhecimento-Sabedoria, condensando dados em estado bruto, e inutilizáveis, em ativos valiosos. Isso é ilustrado pelo Sistema de Gerenciamento do Conhecimento de Serviço, mantendo informações relevantes e sabedoria derivada de Ativos e Dados de Configuração.

##### Planejamento e Suporte da Transição
As metas do Planejamento de Transição e Suporte são para:
- Planejar e coordenar recursos para garantir que os requisitos da Estratégia de Serviços codificados em Desenho de Serviço sejam atendidos de forma eficaz na fase Operação de Serviço;
- Identificar, gerenciar e controlar os riscos de falhas e interrupções através das atividades de transição.

O Planejamento de Transição e Suporte de maneira eficaz pode melhorar significativamente a capacidade de um provedor de serviço para lidar com grandes volumes de mudanças e liberações em sua base de clientes.

##### Gerenciamento de Liberação e Implantação
Tem como objetivo montar e posicionar todos os aspectos dos serviços em produção e estabelecer o uso eficaz dos serviços novos ou alterados.
Liberação e implantação de forma eficaz agrega valor aos negócios por meio da otimização da velocidade das mudanças na entrega, nos riscos, nos custos, oferecendo uma implementação adequada, auditável e consistente de serviços de negócios utilizáveis e úteis.
Gerenciamento de Liberação e Implantação abrange toda a montagem e implementação de serviços novos e alterados para uso operacional.

##### Validação e Testes do Serviço
Um teste bem sucedido depende da compreensão do serviço de forma holística, como o serviço será utilizado e o jeito é construído. Todos os serviços precisarão ser testados adequadamente, proporcionando validação aos requisitos de negócio que podem ser atendidos ao longo das situações esperadas e validando o alcance do risco de negócio acordado.
O principal objetivo do teste e validação de serviço é fornecer uma evidência objetiva de que os serviços novos e alterados suportam os requisitos de negócios, incluindo os ANS acordados.
O serviço é testado, explicitamente, contra as utilidades e garantias definidas no PDS, incluindo a funcionalidade, disponibilidade, continuidade, segurança, usabilidade de negócio e testes de regressão.

##### Avaliação de Mudança
Garantir que o serviço será útil para o negócio é fundamental para o sucesso da Transição de Serviço e isso se estende para garantir que o serviço continuará relevante, estabelecendo métricas e técnicas de medição adequadas.
A Avaliação de Serviço leva em consideração a entrada para a Transição de Serviço, a relevância do Desenho de Serviço, que a Transição de Serviço aborda a ela mesma, e a adequação dos serviços novos ou alterados para com os ambientes operacionais e de negócios encontrados e esperados.

#### Atividades Operacionais da Fase Transição de Serviço
A Transição de Serviço também é o foco de algumas atividades operacionais. Essas atividades têm aplicabilidade mais ampla do que a Transição de Serviço e compreendem:
- Gestão de comunicações e compromissos através do Gerenciamento de Serviços de TI;
- Gestão de mudanças organizacionais e das partes interessadas;
- Gerenciamento das partes interessadas;
- Organização da Transição de Serviço e suas principais funções.

#### Principais Papéis e Responsabilidades
A equipe de entrega da Transição de Serviço dentro de uma organização deve ser organizada para a eficácia e eficiência, e existem várias opções de se fazer isso. Não se prevê que uma organização típica consideraria um grupo separado de pessoas para essa função, em vez disso há um fluxo de experiência e habilidades, ou seja, as mesmas pessoas podem estar envolvidas em várias fases do ciclo de vida.

### Operação de Serviço

#### Propósito
O objetivo da Operação de Serviço é entregar os níveis de serviço acordados para os usuários e clientes, e gerir as aplicações, tecnologia e infraestrutura que dão apoio à entrega dos serviços.

É só durante esta fase do ciclo de vida que os serviços realmente entregam valor ao negócio, e é responsabilidade da equipe de Operação de Serviço garantir que este valor seja entregue. As equipes de operação são provedoras de serviços de negócios para toda a empresa e não somente para a área de TI.
É importante para a Operação de Serviço equilibrar os objetivos conflitantes:
- Visão interna da TI contra a visão externa do negócio;
- Estabilidade contra a capacidade de resposta;
- Qualidade do serviço contra o custo do serviço;
- Atividades reativas contra as proativas.

Para cada um desses conflitos, a equipe deve manter um equilíbrio, mesmo, com o excessivo foco de um lado de qualquer um destes resultará em mau serviço.
Muitas organizações acham que é útil considerar a "saúde operacional" dos serviços. Isso identifica "sinais cruciais" que são críticos para a execução das Funções Vitais do Negócio. Se estes estiverem dentro dos limites normais, o sistema ou serviço está saudável. Isso leva a uma redução do custo de monitoramento, e permite que a equipe se concentre nas áreas que vão levar ao sucesso do serviço.

#### Processos

##### Gerenciamento de Eventos
Um evento é uma mudança de estado que tem significado para o gerenciamento de um item de configuração ou serviço de TI.
Um evento pode indicar que algo não está funcionando corretamente, levando ao registro de um incidente. Os eventos podem também indicar uma atividade normal, ou uma necessidade de intervenção rotineira, tal como trocar uma fita.
Gerenciamento de evento depende de monitoramento, mas é diferente. O gerenciamento de evento gera e detecta notificações, enquanto o monitoramento verifica o status dos componentes, mesmo quando não há eventos acontecendo.
  Os eventos podem ser detectados por um IC enviando uma mensagem, ou por uma ferramenta de gerenciamento selecionando um IC. Após um evento ser detectado ele pode ocasionar um Incidente, Problema ou Mudança, ou pode simplesmente ser registrado no caso da informação ser necessária.
A resposta a um evento pode ser automatizada ou pode exigir uma intervenção manual. Se ações forem necessárias então um gatilho, como uma mensagem de SMS ou um incidente sendo registrado automaticamente, pode disparar um alerta para a equipe de suporte.

##### Gerenciamento de Incidentes
Um incidente é uma interrupção não programada de um serviço de TI, ou uma diminuição da qualidade de um serviço de TI. A falha de um IC que ainda não impactou o serviço também é um incidente.
O objetivo do Gerenciamento de Incidentes é restaurar o serviço ao estado normal o mais rápido possível, e para minimizar o impacto negativo sobre as operações de negócios.
Os incidentes são frequentemente detectados pelo gerenciamento de eventos, ou por usuários que contatam a central de serviços. Os incidentes são classificados para identificar quem deve trabalhar com eles e para análise de tendências, e eles são priorizados de acordo com a urgência e o impacto nos negócios.
Se um incidente não pode ser resolvido rapidamente, ele pode ser escalonado. O escalonamento funcional passa o incidente a uma equipe de suporte técnico com as habilidades adequadas, escalonamento hierárquico envolve níveis adequados de gerenciamento.
Após o incidente ter sido investigado e diagnosticado e a resolução ter sido testada, a Central de Serviços deve garantir que o usuário esteja satisfeito antes do incidente ser fechado.

O Gerenciamento de Incidentes é uma ferramenta essencial para o registro e a gestão de incidentes de informações.
O Gerenciamento de Incidentes não faz uma investigação sobre a causa raiz do problema, focando apenas na solução mais rápida, que pode ser uma solução de contorno. O atendente da Central de Serviços, que está em contato com o usuário, e já havia recebido outras chamadas acerca da mesma situação. Deve primeiramente registrar, verificar se o problema está cadastrado como erro conhecido e se há uma solução alternativa para ele.

Os incidentes considerados de prioridade crítica e de prioridade alta devem ser resolvidos, respectivamente, em uma hora e em oito horas.

Exemplo de incidente: Uma redução na qualidade de um serviço de TI, ainda que não afete usuários fora da TI.

##### Cumprimento de Requisições
A requisição de serviço é um pedido de um usuário para obter informações ou conselhos, ou para uma mudança padronizada, ou para o acesso a um serviço de TI.
O objetivo do Cumprimento de Requisição é permitir que os usuários solicitem e recebam serviços padronizados, para gerar e entregar esses serviços, para fornecer informações aos usuários e clientes sobre os serviços e procedimentos para obtê-los, e para ajudar com informações gerais, reclamações e comentários.

Todos os pedidos devem ser registrados e rastreados. O processo deve incluir a adequada aprovação antes de cumprir a solicitação.

##### Gerenciamento de Acesso
O objetivo do processo de Gerenciamento de Acesso é fornecer os direitos aos usuários para que possam acessar um serviço ou grupo de serviços, enquanto impede o acesso de usuários não-autorizados.
 O Gerenciamento de Acesso ajuda a gerenciar a confidencialidade, disponibilidade e integridade dos dados e da propriedade intelectual.
   Gerenciamento de Acesso está preocupado com a identidade (informações exclusivas que distinguem um indivíduo) e direitos (configurações que fornecem acesso a dados e serviços). O processo inclui a verificação da identidade e da permissão, concedendo acesso aos serviços, registrando e rastreando o acesso e removendo ou modificando permissões quando o status ou os papéis mudam.

##### Gerenciamento de Problemas
Um problema é a causa de um ou mais incidentes. A causa não é, geralmente, conhecida na época em que um problema é registrado, e o processo de gerenciamento de problemas é responsável pela investigação posterior.
Os principais objetivos do Gerenciamento de Problemas são evitar problemas e que incidentes resultantes aconteçam, para eliminar incidentes recorrentes e para minimizar o impacto dos incidentes que não podem ser evitados.
Gerenciamento de Problemas inclui diagnosticar as causas de incidentes, determinando a solução, e assegurando que a solução seja implementada. Gerenciamento de Problemas também mantém informações sobre problemas, soluções alternativas adequadas e resoluções.
Os problemas são classificados de maneira semelhante aos incidentes, mas o objetivo é compreender as causas, documentando soluções alternativas e solicitando alterações para resolver, permanentemente, os problemas. Soluções alternativas são documentadas em um Banco de Dados de Erros Conhecidos, o que melhora a eficiência e eficácia do Gerenciamento de Incidentes.
O Gerenciamento de Problemas é realizado por uma equipe mais especializada do que a equipe de Gerenciamento de Incidentes. Faz com que as informações referentes aos erros conhecidos estejam disponíveis à equipe da Central de Serviços.
É o processo responsável por administrar todo o ciclo de vida do problema, com o objetivo principal de prevenção, evitando a recorrência de incidentes. Além disso, busca minimizar o impacto de incidentes que não podem ser previstos.

#### Atividades da Fase Operação de Serviço
Operação de Serviço inclui uma série de atividades que não fazem parte dos cinco processos descritos. Elas incluem:
- Monitoramento e controle: para detectar o status dos serviços e ICs e tomar uma ação corretiva adequada;
- Ponte de gerenciamento/operações: um ponto de coordenação central para monitoramento e gerenciamento de serviços;
- Gestão da infraestrutura: armazenamento, bancos de dados, middleware, serviços de diretório, instalações centro de dados etc;
- Aspectos operacionais dos processos de outras fases do ciclo de vida: Mudança, Configuração, Liberação e Implantação, Disponibilidade, Capacidade, Conhecimento, Gerenciamento da Continuidade do Serviço etc.

#### Principais Funções

##### Central de Serviços
A Central de Serviços proporciona um único ponto central de contato para todos os usuários de TI. A Central de Serviços, geralmente, registra e gerencia todos os incidentes, solicitações de serviços e de acesso e fornece uma interface para todos os outros processos e atividades da Operação de Serviço.
As responsabilidades específicas da Central de Serviços incluem:
- Registro de todos os incidentes e requisições, categorizar e priorizá-los;
- Primeira linha de investigação e diagnóstico;
- Gestão do ciclo de vida de incidentes e requisições, escalonando conforme for mais adequado e fechando-os quando o usuário estiver satisfeito;
- Manter os usuários informados sobre o status dos serviços, incidentes e requisições.

Há muitas maneiras de estruturar e organizar uma central de serviços, incluindo:
- Central de serviços local: fisicamente perto dos usuários;
- Central de serviços centralizada: permite menos pessoal para lidar com um volume maior de chamadas;
- Central de serviços virtual: os funcionários estão em muitos locais diferentes, mas aparecem para os usuários como se fossem uma única equipe;
- Seguindo o sol: Centrais de Serviços em diferentes fusos horários dão uma cobertura de 24 horas encaminhando as chamadas para um local onde os funcionários estejam trabalhando.

São características de uma Central de Serviços:
- Realizar suporte de 1º nível;
- Centralizar todas as requisições;
- Repassar requisições para os grupos técnicos responsáveis.

- Gerenciamento dos pedidos;
- Gerenciamento de acesso;

##### Gerenciamento Técnico
Gerenciamento Técnico inclui todas as pessoas que fornecem conhecimentos técnicos e de gerenciamento da infraestrutura de TI.
Gerenciamento Técnico ajuda a planejar, implementar e manter a estabilidade infraestrutura técnica e garantir que os recursos e os conhecimentos exigidos estão no lugar certo para desenhar, construir, fazer a transição, operar e melhorar os serviços de TI e as tecnologias de apoio.
Atividades realizadas pelo Gerenciamento Técnico incluem:
- Identificar os requisitos de conhecimento e experiência;
- Definir os padrões de arquitetura;
- Envolvimento no desenho e na construção de novos serviços e práticas operacionais;
- Contribuir para desenho de serviço, transição de serviço ou projetos de melhoria contínua de serviços;
- Assistir os processos de gerenciamento de serviços, ajudando a definir padrões e ferramentas, e realizar atividades, tais como a avaliação dos pedidos de mudança;
- Assistir o gerenciamento de contratos e fornecedores.

O Gerenciamento Técnico é, normalmente, organizado com base na infraestrutura que cada equipe apoia.

##### Gerenciamento de Aplicativos
Gerenciamento de Aplicativos inclui todas as pessoas que fornecem experiência técnica e gerenciamento de aplicativos. A referida função realiza um papel muito semelhante ao do Gerenciamento Técnico, mas com foco em aplicativos de software em vez de infraestrutura.
É comum em muitas organizações para se referirem a aplicativos como serviços, mas aplicativos são apenas um componente necessário para fornecer um serviço. Cada aplicativo pode apoiar mais de um serviço, e cada serviço pode fazer uso de muitos aplicativos. Isso é especialmente verdadeiro para os fornecedores de serviços modernos que criam serviços compartilhados com base em arquiteturas orientadas a serviços.
Gerenciamento de Aplicativos trabalha em estreita colaboração com o Desenvolvimento, mas é uma função distinta com papéis diferentes. As atividades realizadas pelo Gerenciamento de Aplicativos são semelhantes às descritas pelo Gerenciamento Técnico.

O Gerenciamento de Aplicativos é normalmente organizado pelas linhas de negócios de cada equipe de suporte.

##### Gerenciamento de Operações de TI
O Gerenciamento de Operações de TI é responsável pela gestão e manutenção da infraestrutura de TI necessária para fornecer o nível de serviços de TI acordado para o negócio. Inclui duas funções:
- O Controle de Operações de TI é geralmente composto por turnos de operadores que realizam tarefas operacionais de rotina. Eles fornecem monitoramento e controle centralizado, geralmente a partir de uma ponte de operações ou uma rede de centros de operações.
- O Gerenciamento de Instalações é responsável pela gestão dos centros de dados, salas de computadores e sítios de recuperação. Também coordena projetos de larga escala, assim como a consolidação do centro de dados ou servidor.

### Melhoria Contínua do Serviço

#### Propósito
A Melhoria Contínua do Serviço (MCS) está preocupada com a manutenção de valor para com os clientes através da avaliação contínua, da melhoria da qualidade de serviços e da maturidade global do ciclo de vida do Gerenciamento de Serviços de TI (GSTI) e processos subjacentes.
GSTI combina princípios, práticas e métodos de gestão da qualidade, Gerenciamento de Mudança e melhoria da capacidade, trabalhando para melhorar cada fase do ciclo de vida do serviço, bem como os serviços atuais, processos, atividades relacionadas e tecnologia. Apresenta uma visão de ciclo de vida embasada no modelo PDCA.
GSTI não é um conceito novo, mas para a maioria das organizações, o conceito não mudou para além da fase de discussão. Para muitas organizações, o GSTI se tornou um projeto quando alguma coisa falhou e impactou severamente o negócio. Quando a questão foi resolvida, o conceito foi prontamente esquecido até a próxima falha significativa ocorrer. Projetos ligados ao tempo ainda são necessários, mas para ser um GSTI bem-sucedido deve ser incorporado pela cultura organizacional e se tornar uma atividade de rotina.
O Modelo GSTI fornece uma maneira para uma organização identificar e gerenciar melhorias adequadas ao contrastar a sua posição atual e o valor que eles estão oferecendo para o negócio, com suas metas e objetivos de longo prazo, identificando eventuais lacunas existentes. Isso é feito de forma contínua para lidar com as mudanças nos requisitos de negócios, na tecnologia e para garantir que a alta qualidade será mantida.
A meta da MCS é ajustar e reajustar serviços de TI às mudanças contínuas do negócio através da identificação e implementação de melhorias aos serviços de TI que apoiam processos negociais.

Para gerenciar melhorias, a MCS deve definir claramente o que deve ser controlado e medido.
MCS está preocupada com a manutenção do valor do serviço através da avaliação contínua e melhoria da qualidade e da maturidade do ciclo de vida do Gerenciamento de Serviços de TI e demais processos. Ela combina princípios, práticas e métodos de gestão da qualidade e gestão da mudança para melhorar cada fase do ciclo de vida do serviço, processos e atividades relacionadas à tecnologia. Essas práticas devem ser incorporadas à cultura organizacional e tornarem-se atividades de rotina.

#### Processos
MCS define três processos para a implementação efetiva da melhoria contínua, os 7 Passos do Processo de Melhoria, Medição de Serviço e Relatório de Serviço.
Processos inclusos são:

##### Os 7 Passos do Processo de Melhoria
Abrange os passos necessários para coletar dados significativos, analisar esses dados para identificar tendências e questões, apresentar informações para o gerenciamento de suas prioridades e acordo, e implementar melhorias.

Cada etapa é orientada pelas metas estratégicas, táticas e operacionais definidas durante a Estratégia de Serviço e o Desenho de Serviço:
- Passo 1 - Definir o que deve ser medido

Um conjunto de medidas, que apoiam plenamente as metas da organização, deve ser definido. Deve-se focar na identificação do que é necessário para satisfazer, plenamente, os objetivos sem considerar se os dados estão disponíveis no momento.
- Passo 2 - Definir o que pode ser medido

As organizações podem achar que têm limitações sobre o que pode, realmente, ser medido, mas é útil para reconhecer a existência de tais lacunas e quais os riscos que podem estar envolvidos, como resultado.
A análise de lacunas deve ser realizada entre o que é ou pode ser medido hoje e o que é idealmente necessário. As lacunas e implicações podem, então, ser relatadas para o negócio, para os clientes e para o gerenciamento de TI. É possível que as novas ferramentas ou personalizações sejam requisitadas em algum momento.
- Passo 3 - Reunir os dados

Isso abrange o monitoramento e a coleta de dados. Uma combinação de ferramentas de monitoramento e processos manuais que deve ser posta em prática para coletar os dados necessários para as medidas que já foram definidas.
A qualidade é o objetivo principal do monitoramento da MCS. Portanto monitoramento se concentra sobre a eficácia de um serviço, de um processo, de uma ferramenta, de uma organização ou IC. A ênfase está na identificação de onde as melhorias podem ser feitas para que o nível de serviço existente ou que o desempenho de TI seja detectado, normalmente, através de exceções e resoluções.
A MCS não está interessada apenas em exceções. Se um ANS é atingido de forma consistente ao longo do tempo, MCS também está interessada em determinar se esse nível de desempenho pode ser mantido a um custo mais baixo, ou se necessita ser atualizado para um nível ainda melhor de desempenho.
- Passo 4 - Formatar os dados

Os dados brutos são processados para o formato exigido, tipicamente fornecendo uma perspectiva fim a fim sobre o desempenho dos serviços e/ou processos.
Processamento de dados é uma importante atividade da MCS que é muitas vezes negligenciada. O monitoramento e coleta de dados em um único componente de infraestrutura é importante, é a chave para entender o impacto do componente sobre uma grande infraestrutura e serviços de TI.
- Passo 5 - Analisar os dados

A análise dos dados transforma a informação em conhecimento sobre os eventos que estão afetando a organização. Uma vez que os dados são processados em informações, os resultados podem ser analisados para responder a perguntas como:
- Estamos alcançando as metas?
- Existem tendências claras?
- Ações corretivas são necessárias? Qual é o custo?

- Passo 6 - Apresentar e usar a informação

O conhecimento adquirido pode agora ser apresentado num formato que é de fácil entendimento e permite que recebam a informação para tomarem as decisões estratégicas, táticas e operacionais. A informação deve ser fornecida no nível certo e da maneira certa para o público-alvo. Isso deve agregar valor, observe as exceções para com o serviço, e destacar os benefícios que foram identificados durante o período.
Agora mais do que nunca, a TI deve investir tempo para entender as metas específicas do negócio e traduzir as métricas para refletir o impacto dessas metas de negócio. Geralmente, há uma lacuna entre o que a TI relata e o que é de interesse para o negócio.
Embora a maioria dos relatórios tendem a se concentrarem em áreas de fraco desempenho, boas notícias devem ser reportadas também. Um relatório que mostra as tendências de melhoria da TI é melhor veículo de propaganda dos serviços.
- Passo 7 - Implementar ações corretivas

O conhecimento adquirido é usado para otimizar, melhorar e corrigir serviços, processos e todas as outras atividades de apoio e tecnologia. As ações corretivas necessárias para melhorar o serviço devem ser identificadas e comunicadas à organização.

A MCS vai identificar muitas oportunidades de melhoria e uma organização vai precisar determinar prioridades, com base em suas metas, recursos e financiamento disponíveis. Os 7 passos do processo de melhoria são contínuos e voltam para o começo.

##### Medição de Serviços
Há quatro razões básicas para monitorar e medir:
- Validar decisões anteriores que foram feitas;
- Atividades diretas a fim de alcançar as metas estabelecidas - essa é principal razão de monitoramento e medição;
- Justificar que um curso de ação é necessário, com a evidência de fatos ou provas;
- Intervir no momento adequado e tomar ações corretivas.

Monitoramento e medição sustenta a MCS e os 7 passos do processo de melhoria, e é uma parte essencial do gerenciamento de serviços e processos e agrega valor ao negócio.
Muitas organizações hoje medem o nível do componente, e embora isso seja necessário e valioso, a medição do serviço deve subir um nível para fornecer uma visão da verdadeira experiência do cliente de como os serviços estão sendo entregues.
Existem três tipos de métricas que uma organização necessita para coletar e apoiar as atividades de MCS, bem como outras atividades do processo.
- Métricas de tecnologia: frequentemente associadas com componentes e aplicativos baseados em métricas tais como desempenho e disponibilidade;
- Métricas de processo: capturado na forma de Fatores Críticos de Sucesso (FCS), Principais Indicadores de Desempenho (PID) e métricas de atividades;
- Métricas de serviço: os resultados do serviço fim a fim. Métricas de componentes/tecnologia são usadas para calcular a métrica de serviço.

Uma Metodologia de Medição de Serviços integrada precisa ser colocada no lugar que define e coleta as métricas necessárias e os dados em estado bruto, e apoia a apresentação e interpretação dos dados.

##### Relatório de Serviços
Uma quantidade significativa de dados são coletados e monitorados pela TI nas entregas diárias de serviços de qualidade para o negócio, mas apenas um pequeno subconjunto é de real interesse e importância para o negócio. O negócio parece ser uma representação histórica do desempenho em um período passado que retrata sua experiência, mas é mais preocupado com esses eventos históricos que continuam a ameaçar e como a TI pretende mitigar essas ameaças.
Não é suficiente só apresentar os relatórios que descrevem a adesão ou não ao ANS. A TI precisa construir uma abordagem contestável para relatar, ou seja, o que aconteceu, o que a TI fez, como é que a TI vai garantir que não tenha impacto de novo e como a TI está trabalhando para melhorar a entrega de serviços em geral.
Uma cultura de relatório que se concentra no futuro tão fortemente como se concentra no passado também fornece os meios para que as ofertas de TI cheguem ao mercado diretamente alinhadas com as experiências positivas ou negativas do negócio.
A Melhoria Contínua do Serviço envolve todas as fases do ciclo de vida do serviço do ITIL.

#### Principais Papéis e Responsabilidades
Enquanto um Gerente de MCS é responsável pelas atividades globais MCS dentro de uma organização, a maioria do trabalho relacionado ao detalhamento da melhoria é realizado dentro de cada uma das fases, processos e atividades do ciclo de vida.

## ITIL v4
A versão atual do ITIL foi lançada em 2019. A V4 tem orientações mais práticas sobre o uso de ITIL, especialmente em ambientes colaborativos. Isso torna mais fácil para as organizações alinhar o ITIL com os métodos de trabalho DevOps, Agile e Lean. O ITIL V4 adotou uma filosofia de gerenciamento de serviço mais holística, tornando-o mais amplo e inclusivo para o ambiente de TI atual.
Um componente chave do ITIL 4 é o modelo quadridimensional. As quatro dimensões refletem os 4 pontos anteriores do ITIL - pessoas, produtos, parceiros, processos. Cada componente do Sistema de Valor de Serviço da ITIL deve considerar os quatro aspectos a seguir.

## Alternativas
Além do ITIL, existem outras abordagens para gerenciamento de serviços de TI, como VeriSM / Leaner Service Management para a era digital a ser adotado em organizações que possuem pequenos departamentos de TI). Da mesma forma, The Visible OPS Handbook: Implementing ITIL in Practical and Auditable Steps afirma ser baseado em ITIL, mas especificamente focado no maior dos elementos ITIL de "dar valor ao dinheiro".

## Conjunto de livros
Versões eletrônicas (eBook):
- ISBN 9780113312424       Service Strategy (SS)
- ISBN 9780113310548       Service Design (SD)
- ISBN 9780113310555       Service Transition (ST)
- ISBN 9780113310531       Service Operation (SO)
- ISBN 9780113310562       Continual Service Improvement (CSI)
- ISBN 9780113310517       ITIL Lifecycle  Publication Suite (Conjunto completo da biblioteca ITIL V3)
- ISBN 9780113310623       Official Introduction to the ITIL Service Lifecycle

Versões Impressas:
- ISBN 9780113310456       Service Strategy (SS)
- ISBN 9780113310470       Service Design (SD)
- ISBN 9780113310487       Service Transition (ST)
- ISBN 9780113310463       Service Operation (SO)
- ISBN 9780113310494       Continual Service Improvement (CSI)
- ISBN 9780113310500       ITIL Lifecycle Publication Suite (Conjunto completo da biblioteca ITIL V3)
- ISBN 9780113310616       Official Introduction to the ITIL Service Lifecycle

Complementos
- ISBN 0955124581 An Introductory Overview of ITIL® V3